# Gonville Bromhead
Gonville Bromhead (Versailles, 29 agosto 1845 – Allahabad, 9 febbraio 1891) è stato un militare britannico.
Fu uno dei comandanti inglesi alla battaglia di Rorke's Drift, e per la sua condotta eroica fu premiato con la Victoria Cross.

## Biografia
Discendente dall'illustre famiglia nobiliare dei Bromhead, il giovane Gonville fu destinato fin da subito al mestiere delle armi: suo nonno omonimo, sir Gonville Bromhead, era asceso ai vertici dell'esercito britannico, mentre il padre e i fratelli servirono a loro volta come soldati.
Si arruolò nell'esercito britannico nel 1867, rimanendo per alcuni anni in patria; come di consuetudine per i nobili poté comprare la propria ammissione come ufficiale secondo tenente. Nel 1871 venne promosso tenente e inviato di stanza in Sudafrica per combattere nelle guerre di Frontiera del Capo contro le popolazioni autoctone. Nel 1879 faceva parte della spedizione di lord Chelmsford contro gli zulu; convinto di poter ottenere una facile vittoria, lord Chelmsford divise le proprie forze e lasciò solo un piccolo distaccamento a proteggere le retrovie, stanziato nella piccola missione svedese di Rorke's Drift e comandato dai tenenti Bromhead e John Chard.
Le forze disunite di Chelmsford andarono tuttavia incontro alla rovinosa disfatta di Isandlwana del 22 gennaio, dove una larga parte del corpo di spedizione britannico venne annientata dagli zulu. Poche ore più tardi l'impi zulu, a sua volta diviso in varie formazioni, si diresse verso Rorke's Drift nel tentativo di tagliare completamente la ritirata dei resti delle forze di lord Chelmsford, credendo che la piccola guarnigione inglese non avrebbe potuto opporre resistenza. Tuttavia Chard e Bromhead, dimostrando volontà ferrea e grandi doti di organizzazione e comando, con soli 138 uomini (molti dei quali feriti o infermi) riuscirono a respingere i molteplici attacchi zulu durante tutta una giornata di combattimenti, causando così il fallimento della controffensiva zulu e salvando l'onore dell'esercito britannico, perso dopo Isandlwana.
Per le sue azioni eroiche, mentre sostava ad Utrecht per rientrare in Inghilterra Bromhead ricevette la Victoria Cross, massima onorificenza militare britannica dell'epoca, direttamente dal generale Garnet Wolseley, venendo anche promosso capitano e poi maggiore. Dopo la fine del servizio in Sudafrica Bromhead venne trasferito prima alla più tranquilla Gibilterra, e in seguito in India, dove nel 1891 morì dopo aver combattuto nella terza guerra anglo-birmana ed aver contratto la febbre tifoide.
La sua Victoria Cross è oggi conservata al Museum of the Royal Welsh di Brecon, Galles. Nel film Zulu, reinterpretazione cinematografica della battaglia di Rorke's Drift, il ruolo di Bromhead è interpretato da Michael Caine.